# Dekanat Calw
Das Dekanat Calw ist eines von 25 Dekanaten in der römisch-katholischen Kirche der Diözese Rottenburg-Stuttgart. Der Dekanatssitz befindet sich in Calw.

## Geographie
Das Dekanat erstreckt sich im Wesentlichen über den Landkreis Calw und den südwestlichen Enzkreis.
Die Teilgemeinde Loffenau (Kirchengemeinde Bad Herrenalb) liegt im Landkreis Rastatt, die Teilgemeinde Mötzingen (Kirchengemeinde Vollmaringen) liegt im Landkreis Böblingen und auch auf dem Territorium des Landkreises Freudenstadt gibt es zur Kirchengemeinde Altensteig gehörige Kommunen. Andererseits sind die Katholiken der im nordöstlichen Landkreis Calw gelegenen Gemeinden Ostelsheim und Simmozheim einer Seelsorgeeinheit des Dekanats Böblingen zugeordnet.

## Gliederung
Das Dekanat Calw gliedert sich in 16 Kirchengemeinden, die in fünf Seelsorgeeinheiten zusammengefasst sind. Vier Gemeinden sind anderer Muttersprache. Es gibt jeweils eine kroatische Gemeinde in Nagold und in Calw,
eine portugiesische Gemeinde in Bad Liebenzell und eine italienische Gemeinde in Calw.
Die Seelsorgeeinheiten des Dekanats erstrecken sich wie folgt:
Seelsorgeeinheit I: Oberes Nagoldtal
- Altensteig, Heilig Geist
(mit Altensteig-Altensteigdorf, A.-Berneck, A.-Garrweiler, A.-Hornberg, A.-Spielberg, A.-Überberg, A.-Walddorf, A.-Wart; Egenhausen; Grömbach (Landkreis Freudenstadt); Haiterbach, H.-Beihingen, H.-Oberschwandorf, H.-Unterschwandorf; Neubulach, N.-Martinsmoos; Neuweiler-Zwerenberg, N.-Gaugenwald; Simmersfeld, S.-Beuren, S.-Ettmannsweiler, S.-Fünfbronn; Seewald-Hochdorf (Lkr Freudenstadt); Wörnersberg (Lkr Freudenstadt))
- Gündringen, St. Remigius
(mit Nagold-Hochdorf, N.-Schietingen)
- Nagold, St. Petrus und Paulus
(mit Nagold-Emmingen, N.-Mindersbach, N.-Pfrondorf; Wildberg, W.-Effringen, W.-Gültlingen, W.-Schönbronn, W.-Sulz am Eck)
  - Rohrdorf Filialkirchengemeinde St. Johannes der Täufer
(mit Ebhausen, E.-Ebershardt, E.-Rotfelden, E.-Wenden)
- Nagold, Sveti Nikola Tavelić
- Vollmaringen, St. Georg
(mit Mötzingen (Landkreis Böblingen))

Seelsorgeeinheit II: Calw–Bad Liebenzell
- Bad Liebenzell, Santo Antonio de Lisboa
- Bad Liebenzell, St. Lioba (Bad Liebenzell)
(mit Bad Liebenzell-Beinberg, Bad L.-Maisenbach-Zainen, Bad L.-Möttlingen, Bad L.-Monakam, Bad L.-Unterhaugstett, Bad L.-Unterlengenhardt; Althengstett-Ottenbronn; Calw-Hirsau, C.-Ernstmühl, C.-Lützenhardter Hof ZfP; Unterreichenbach, U.-Dennjächt, U.-Kapfenhardt)
- Calw, Maria Santissima delle grazie
- Calw, St. Josef
(mit Calw-Altburg, C.-Wimberg, C.-Heumaden, C.-Alzenberg, C.-Holzbronn, C.-Stammheim; Althengstett, A.-Neuhengstett; Bad Teinach-Zavelstein, Bad T.-Z.-Schmieh, Bad T.-Z.-Emberg, Bad T.-Z.-Rötenbach, Bad T.-Z.-Sommenhardt; Neubulach, N.-Altbulach, N.-Liebelsberg, N.-Oberhaugstett; Neuweiler, N.-Breitenberg, N.-Oberkollwangen)
- Calw, Sveti Josip

Seelsorgeeinheit III: Obere Enz
- Bad Wildbad, St. Bonifatius
(mit Bad Wildbad-Aichelberg; Enzklösterle; Simmersfeld-Aichhalden)
- Calmbach, St. Martinus
(mit Neuweiler-Agenbach; Höfen an der Enz; Oberreichenbach-Würzbach)
- Schömberg, St. Joseph
(mit Schömberg-Bieselsberg, S.-Langenbrand, S.-Oberlengenhardt, S.-Schwarzenberg; Oberreichenbach, O.-Igelsloch, O.-Oberkollbach)

Seelsorgeeinheit IV: Neuenbürg–Birkenfeld (Enzkreis)
- Neuenbürg–Birkenfeld, Heilig Kreuz
(mit Neuenbürg-Arnbach, N.-Dennach, N.-Waldrennach; Birkenfeld-Gräfenhausen; Engelsbrand, E.-Grunbach, E.-Salmbach; Keltern-Niebelsbach; Straubenhardt-Conweiler, S.-Feldrennach, S.-Pfinzweiler, S.-Ottenhausen, S.-Schwann)

Seelsorgeeinheit V: Bad Herrenalb
- Bad Herrenalb, St. Bernhard
(mit Bad Herrenalb-Bernbach, Bad H.-Neusatz, Bad H.-Rotensol; Dobel; Loffenau (Landkreis Rastatt))

## Einrichtungen
Auf dem Gebiet des Dekanats Calw gibt es ein BDKJ-Jugendreferat in Calw. Außerdem gibt es den Katholische Erwachsenenbildung Nördlicher Schwarzwald e. V. mit Sitz ebenfalls in Calw und weitere Einrichtungen.